# Національний парк Дайсен-Окі
Національний парк Дайсен-Окі (яп. 大山隠岐国立公園, Daisen Oki Kokuritsu Kōen) — це національний парк у регіоні Тюґоку, Хонсю, Японія, і охоплює префектури Окаяма, Сімане та Тотторі. Гора Дайзен є центром парку, який також включає вулканічні гори та рівнини Хірудзен, гору Кенасі, гору Санбе та гору Хобуцу. На рівнині Ідзумо в парку є найстаріша синтоїстська святиня в Японії, Ідзумо-тайся. Острови Окі також є важливою складовою парку. Парк був створений у 1936 році як національний парк Дайсен (яп. 大山国立公園, Daisen Oki Kokuritsu Kōen), але було розширено та перейменовано в 1961 році, щоб включити острови Окі та райони префектури Сімане.